# R/The Donald
r/The_Donald je bil subreddit na Redditu, kjer udeleženci ustvarjajo razprave in meme v podporo predsednika ZDA Donalda Trumpa. Subreddit je bil ustvarjen junija 2015 - ob začetku Trumpove predsedniške kampanje. Od takrat je narasla na preko 790 tisoč naročnikov. Junija 2020 je bila skupnost blokirana zaradi kršenja Redditovih pravil glede nadlegovanja in spravljanja na posameznike.
Zaradi kontroverzne dejavnosti članov in moderatorjev so administratorji Reddita med drugim prenovili programsko opremo, da bi preprečili prikazovanje priljubljene vsebine iz tega subreddita na r/all.

## Vpliv
Kvantitativna analiza je pokazala, da ima /r/The_Donald velik vpliv na novice na Twitterju, saj je prispevala 2,97 % glavnih in 2,72 % alternativnih novic. 